# Schloss Freÿr
Das Schloss Freÿr (gelegentlich auch Freyer) ist ein Prunkgebäude am linken, westlichen Ufer der Maas im Gebiet der belgischen Gemeinde Hastière in der Provinz Namur in der Wallonischen Region. Der heutige Baukomplex entstand auf Grundmauern, die bis in das 14. Jahrhundert zurück datiert werden.
Auf der gegenüberliegenden Flussseite erheben sich die Felsen von Freÿr (fr.: Rochers de Freÿr).

## Geschichte und Architektur

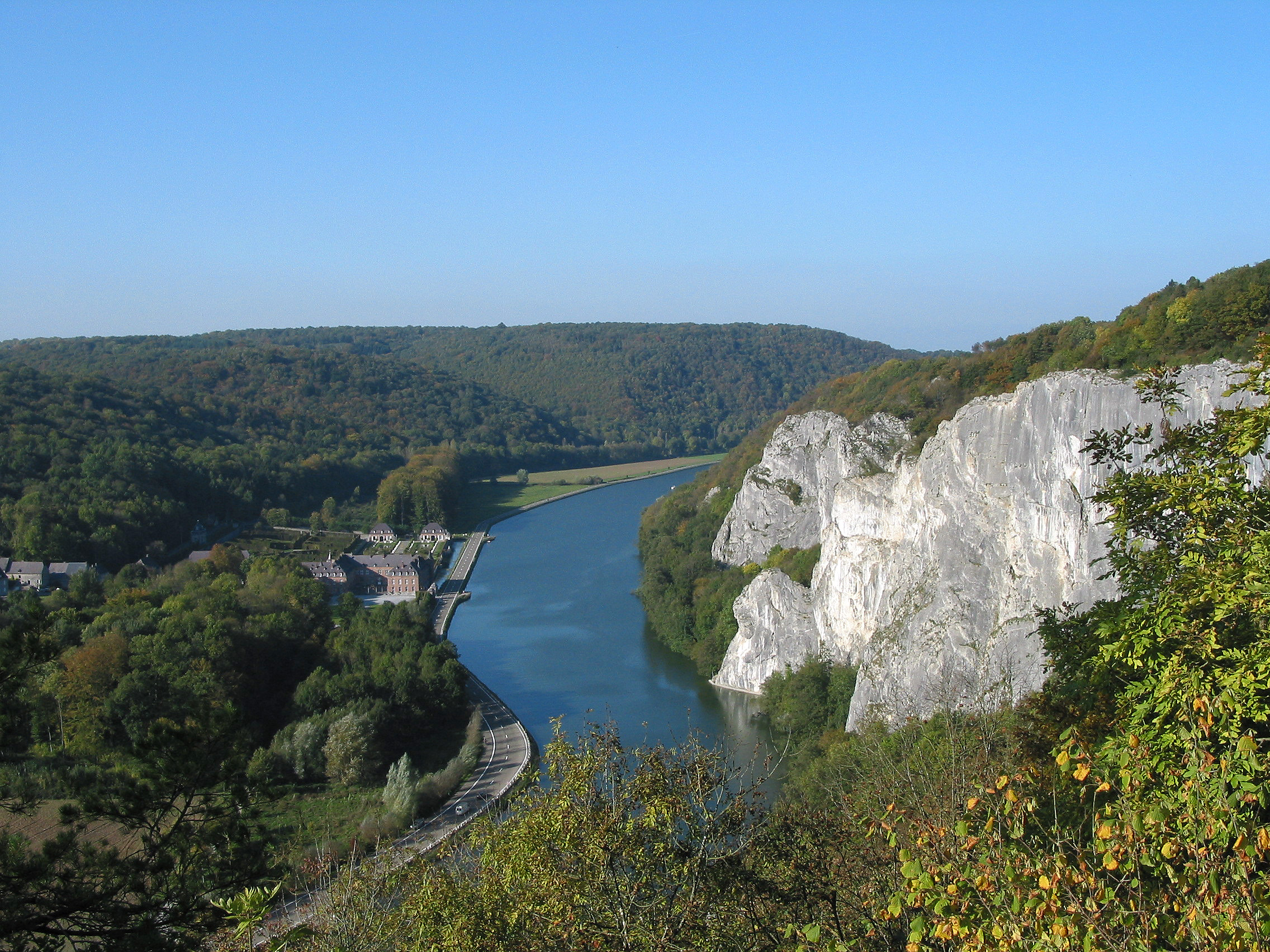
Blick von Süden auf das Schloss am linken Ufer der Maas und die gegenüberliegenden Rochers de Freÿr

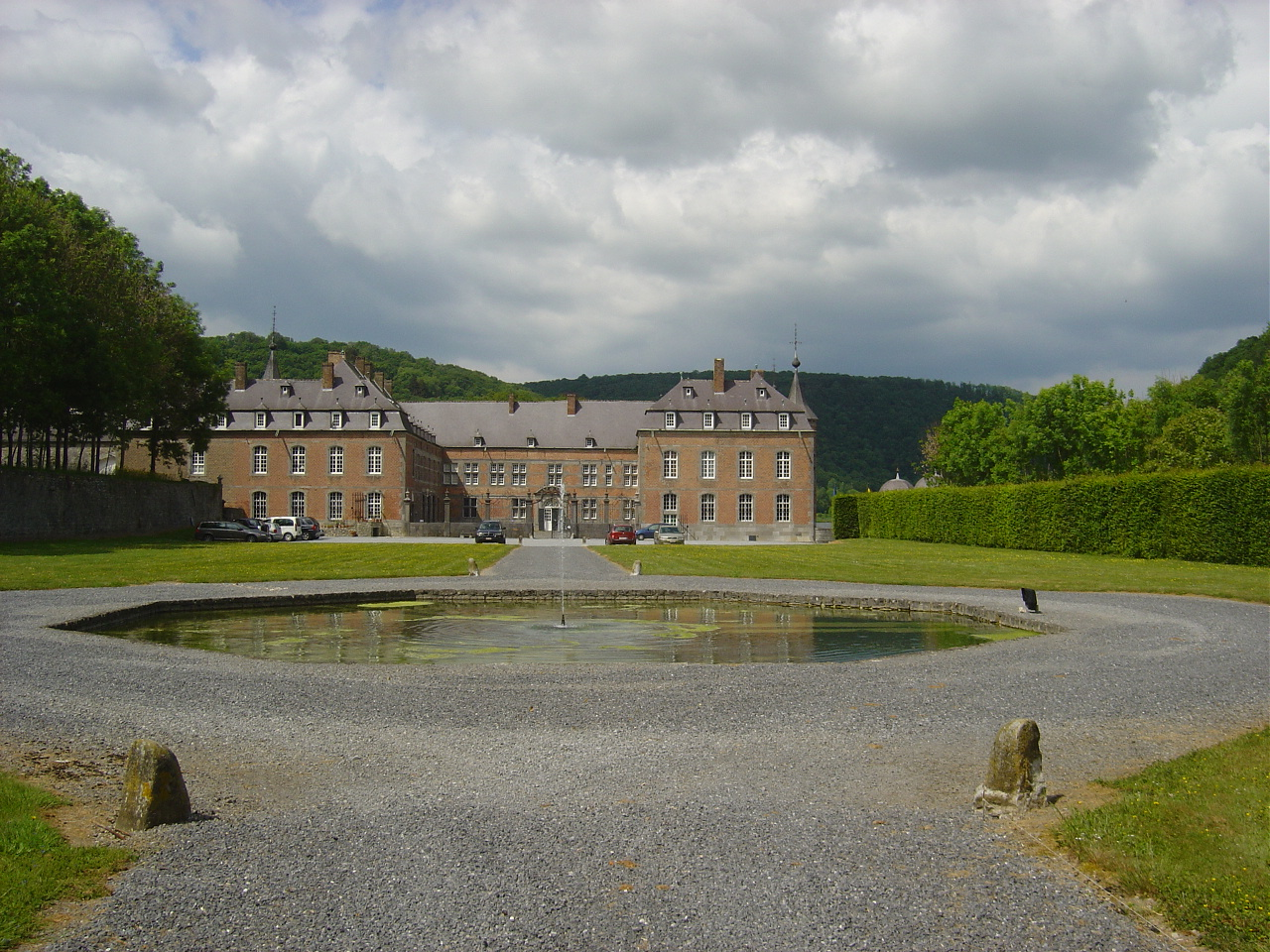
Fassade des Schlosses

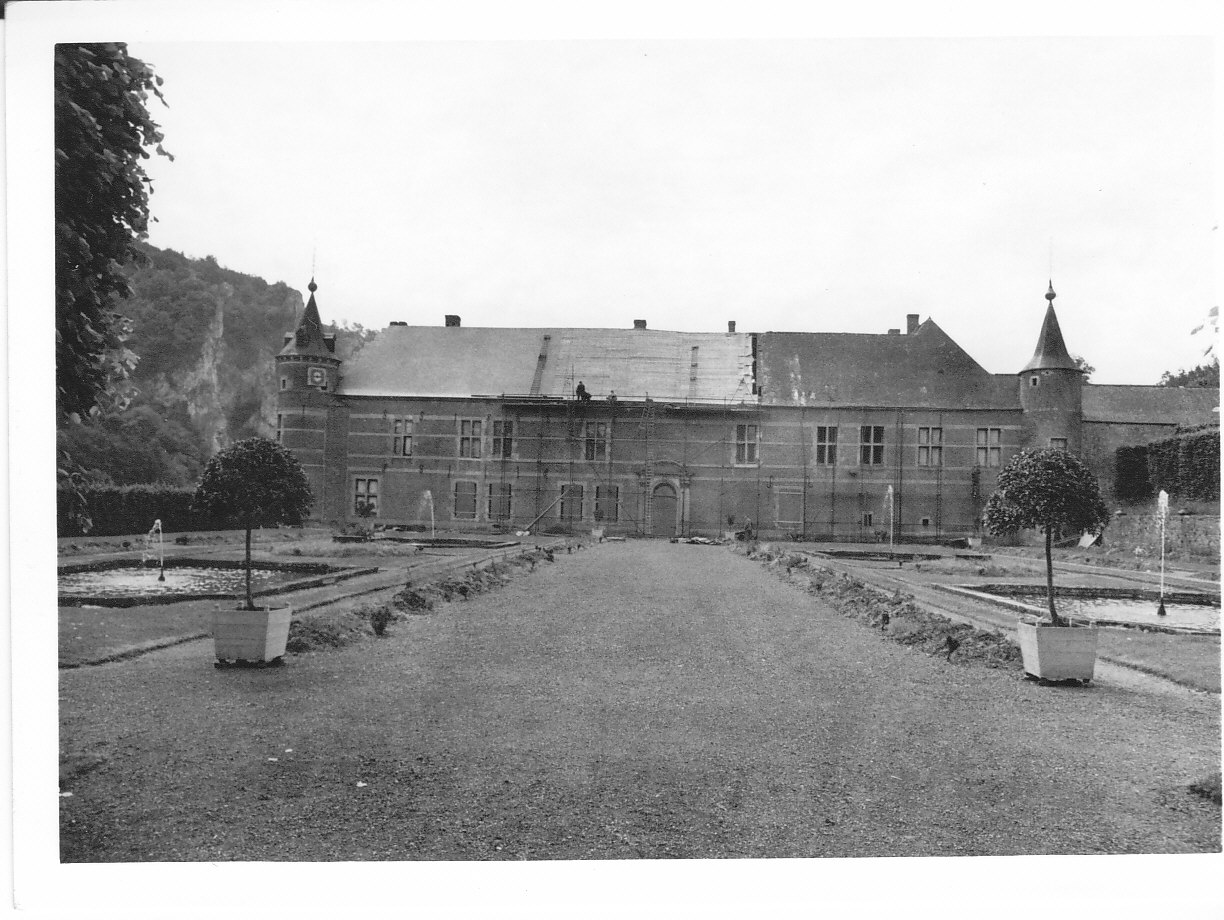
Restaurierung des Gartenflügels, 1968

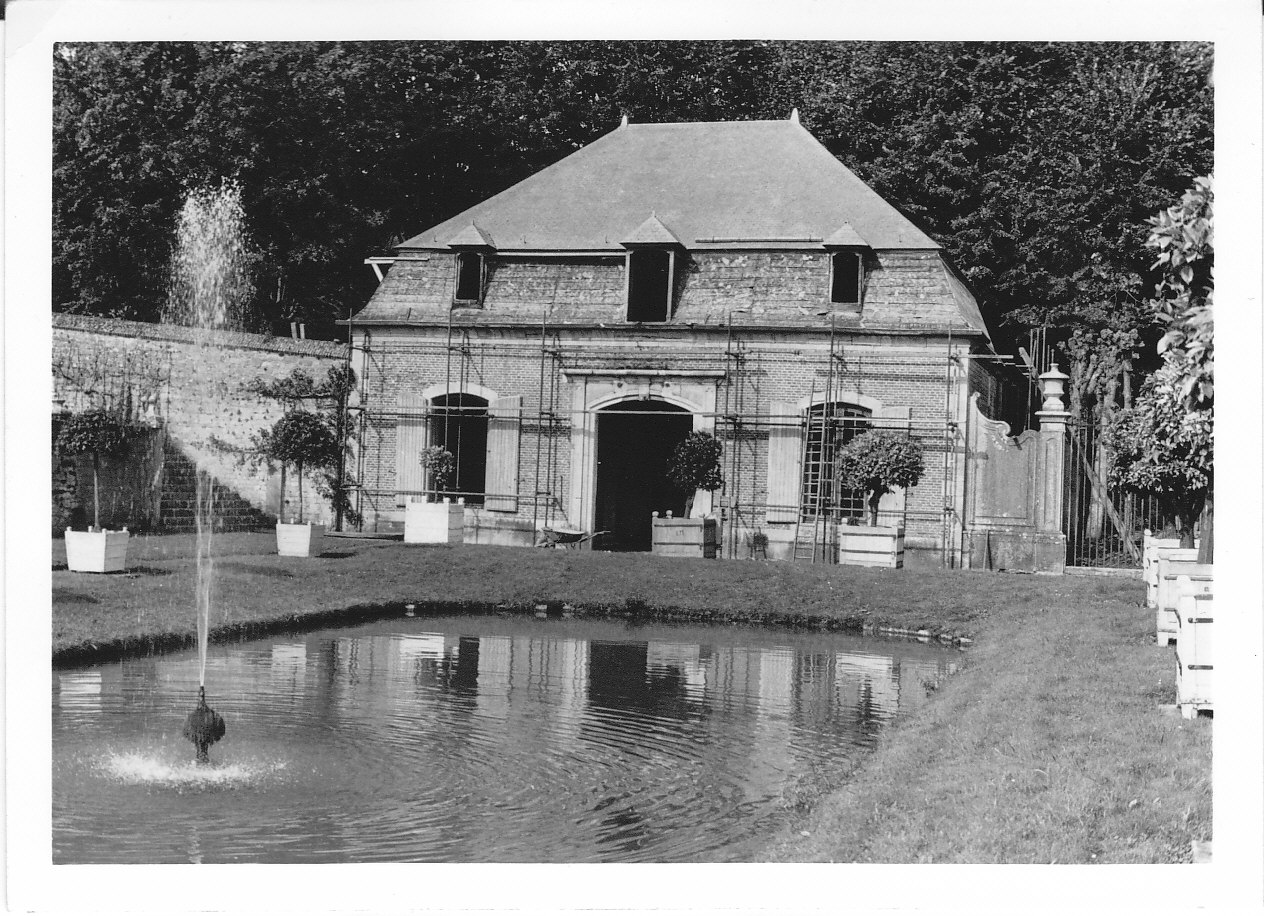
Restaurierung der Orangerie, 1970

Eine ab dem 14. Jahrhundert bestehende, eine Furt durch die Maas sichernde mittelalterliche Burg wurde 1554 durch Truppen Heinrich II. im Krieg gegen Karl V. zerstört. An deren Stelle entstand 1571 in der Zeit der Renaissance ein Landhaus.
Der Graf von Namur belehnte im Jahr 1378 Jean de Rochefort-Orjol mit Schloss Freÿr. 1410 kam es durch die Heirat der Erbin Marie de Rochefort mit Jacques de Beaufort an die Familie de Beaufort-Spontin.
Ältester erhaltener Gebäudeteil ist der aus dem Jahr 1571 stammende Ostflügel. 1637 wurde die Anlage zu einem vierflügeligen, um einen Innenhof angelegten Gebäude erweitert. Entlang des Maas-Ufers entstanden zwei Gärten. Im 18. Jahrhundert erfolgte der Umbau zu einer herzoglichen Residenz, wobei die Gestaltung von Schloss Versailles als Vorbild gedient haben soll. Dabei wurde der Südflügel abgerissen und sein Portal aus dem Jahr 1637 in die neuerrichtete große Vorhalle integriert. Das Schloss diente als Sommerresidenz der Herzöge von Beaufort-Spontin.
Im Oktober 1675 trafen sich im Schloss die Botschafter Ludwig XIV. und Karl II. von Spanien zwecks Unterzeichnung eines Zoll- und Handelsabkommens, das auf den Flüssen Maas und Sambre transportierte Waren betraf. Zu diesem Anlass wurde das erste Mal in dieser Region Kaffee serviert, der zuvor am Hof in Versailles in Mode gekommen war. Im Jahr 1675 wohnte auch Ludwig XIV. während der Belagerung von Dinant im Schloss.
Anstelle des ehemaligen Südflügels ließen die Besitzer 1769 zwei mit einem Mansarddach bedeckte Pavillons errichten, im Folgejahr, 1770, wurde der Innenhof neu gepflastert. Er zeigt seitdem eine Windrose. Im 18. Jahrhundert ließ Wilhelm von Beaufort-Spontin mit Erlaubnis des Bischofs Berlo von Namur im Schloss eine Kapelle errichten. Der regelmäßige Weg zur fünf Kilometer entfernten Pfarrkirche in Onhaye sollte so vermieden werden. Einige Fenster der Kapelle stammen aus der Abtei Waulsort und waren dort im 16. Jahrhundert eingebaut. 1785 waren die Erzherzogin Maria-Christina von Österreich und ihr Ehemann Albert Kasimir von Sachsen-Teschen auf dem Schloss zu Gast. 
Friedrich, 1. Herzog von Beaufort-Spontin (1751–1817), vererbte die Schlossanlage 1817 an seine Tochter Gilda (1813–1880), verheiratete Mouchet de Battefort, Comtesse de Laubespin, deren Nachfahren, den Baronen Bonaert, es seitdem gehört.
Während des Ersten Weltkriegs fanden im Umfeld des Schlosses Kämpfe zwischen deutschen und französischen Truppen statt. Am 23. August 1914 setzten ab den Vormittagsstunden deutsche Truppen in der Nähe des Schlosses von Osten kommend über die Maas. Die vor Ort befindlichen französischen Truppen zogen sich nach Gefechten in Richtung Westen zurück. Deutsche Pioniere errichteten beim Schloss eine Behelfsbrücke, die in der Nacht gegen 24 Uhr fertiggestellt wurde. Deutsche Truppen besetzten daraufhin das Schlossgebäude. Im Empfangszimmer des Herzogs wurde ein Operationssaal eingerichtet, wobei der Billardtisch als Operationstisch diente.
Ende der 1960er und Anfang der 1970er Jahre wurde die Anlage restauriert. Im Februar 1995 verwüstete ein Hochwasser der Maas die Schlossanlage, Wasser drang in die Innenräume. Seitdem 1876 der Lauf der Maas begradigt worden war, sind Hochwasser die auch das Schloss erreichen, häufiger geworden. 
Das Schloss dient stetig weiterhin zu Wohnzwecken, wobei es jedoch auch der Öffentlichkeit zur Besichtigung zugänglich ist.

## Ausstattung des Hauptgebäudes und Exponate

### Vorhalle
In der großen Vorhalle befinden sich an der Decke italienische Fresken. Sie waren 1794 infolge der französischen Revolution übermalt worden. Als sich Ende des 19. Jahrhunderts der Kalk löste, entdeckten die Restauratoren sie und ließen die Bilder von Mönchen aus Beuron erneuern. Ein Brand schwärzte 1995 die Malereien, zu deren Reinigung polnische Künstler engagiert wurden. In dieser Halle finden sich auch die Wappen der Familie Beaufort-Spontin, wie sie zwischen 1505 und 1755 Verwendung fanden. Weitere Bilder in der Vorhalle zeigen verschiedene Jagdszenen.

### Kutsche
Den Besuchern wird die vom Karossenbauer Simon aus Brüssel für die drei Kinder des ersten Herzogs von Beaufort gefertigte Kinderkutsche gezeigt. Die auf der Weltausstellung 1889 in Paris ausgestellte Kutsche wurde dort als bestes Kinderspielzeug ausgezeichnet.

### Innenarchitektur
An der Innenausstattung des Schlosses ist insbesondere ein Renaissance-Kamin im Speisesaal bemerkenswert, der sich ursprünglich im Schloss Louvigny befand. Der Speisesaal liegt zwar im ältesten Gebäudeteil, entstand in seiner heutigen Form jedoch erst 1886 bei einem durch Louise de Laubespin veranlassten Umbau.

## Schlossgarten

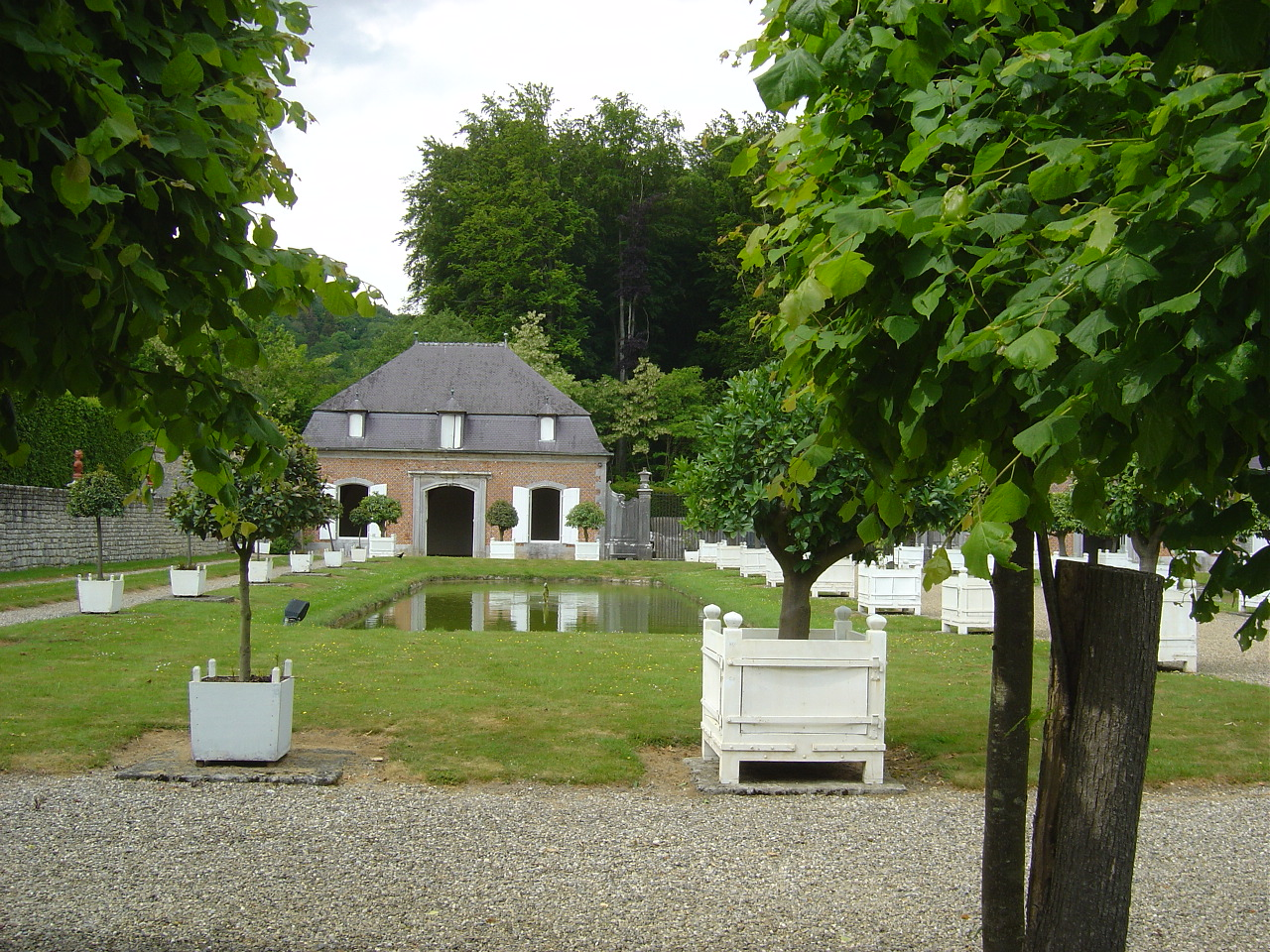
Orangerie

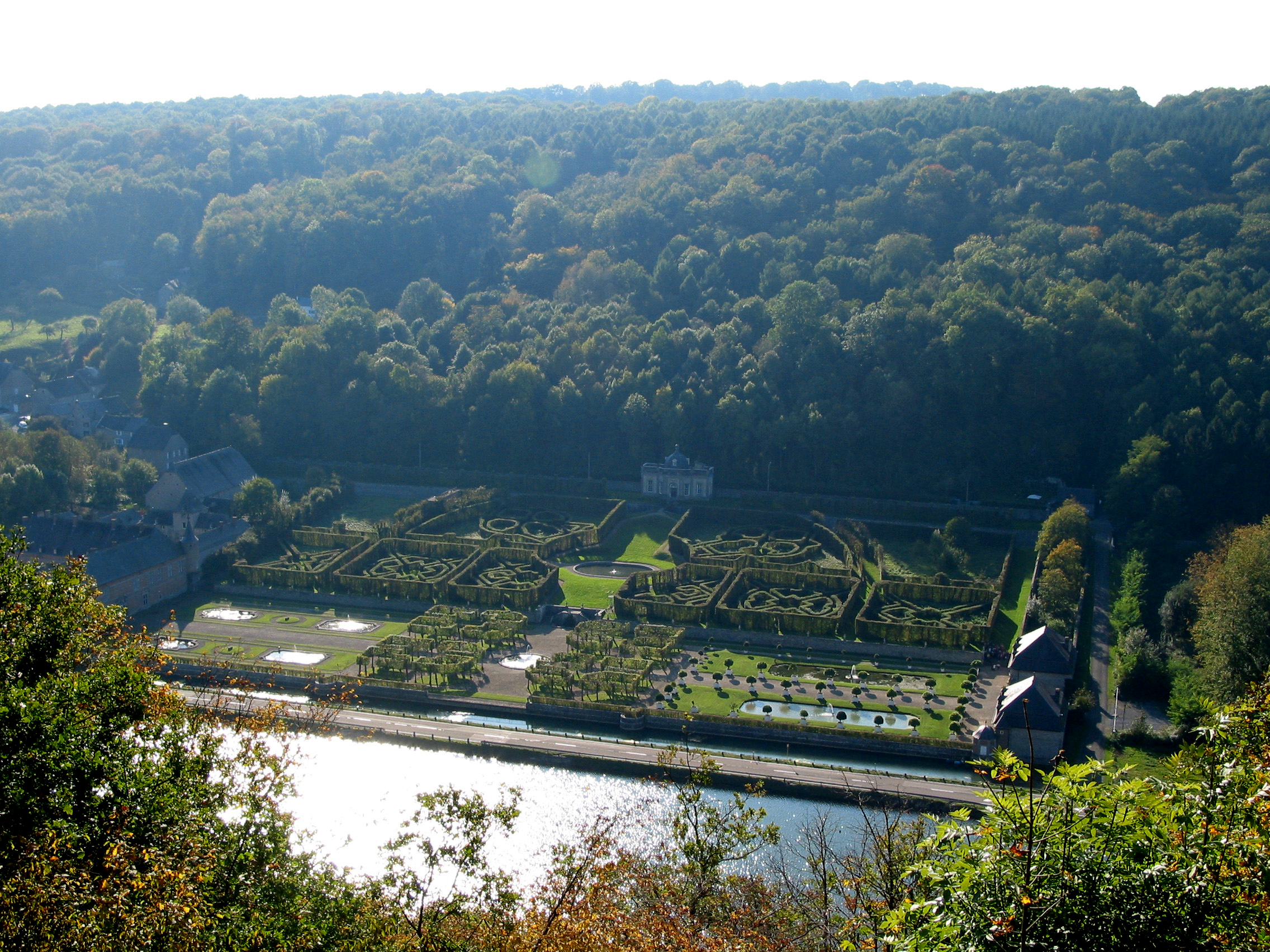
Parkanlage

Das Anwesen ist von einer großzügigen Gartenanlage umgeben. Die Orangerie des Schlosses ist die älteste Belgiens. Die Anlage verfügt über etwa 300 Jahre alte Orangenbäume und sechs Kilometer lange, labyrinthartig angelegte Laubengänge. Auf der gesamten Länge zwischen Schloss und Orangerie verläuft oberhalb einer Mauer eine Promenade, die in regelmäßigen Abständen mit doppelgesichtigen Herrscherbüsten ausgestattet ist. In der Mitte befindet sich ein Schwanenbrunnen, neben dem eine Treppe zum Sommerhäuschen der Schlossanlage hinauf führt.